# Homme de Wajak

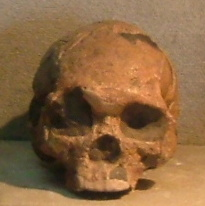
Le crâne Wajak 1.

L'Homme de Wajak est le nom donné à plusieurs ossements fossiles d'Homo sapiens, découverts à partir de 1888 près du village de Wajak, à Java (Indonésie).

## Historique
En 1888, dans ce qui était alors les Indes néerlandaises, B. D. van Rietschoten, un ingénieur des mines néerlandais, découvrit un premier crâne (noté Wajak 1) dans les sédiments d'une grotte près du village de Wajak, dans l'est de l'île de Java, non loin de Surakarta, au cours d'une prospection exploratoire à la recherche de filons de marbre. De ce fait, la position stratigraphique exacte du crâne est restée incertaine, rendant difficile une datation précise du fossile.
Eugène Dubois, découvreur des premiers ossements fossiles d'Homo erectus à Trinil en 1891, fit une description des crânes de Wajak en 1920 et 1922, y voyant alors un lien possible entre Homo erectus et les populations modernes de Java. D'autres chercheurs à sa suite explorèrent la même voie.

## Description
D'une constitution plus robuste que les Javanais modernes, les crânes de Wajak furent reconnus ultérieurement comme des représentants d'Homo sapiens, et comme les ascendants probables des actuelles populations mélanésiennes et aborigènes d'Australie.

## Datation
L'Homme de Wajak était daté à la fin du XXe siècle d'environ 40 000 ans. Il aurait été alors plus ou moins contemporain de fossiles comparables trouvés plus récemment dans les grottes de Niah à Sarawak, et dans la grotte de Tabon aux Philippines. Il est plutôt daté aujourd'hui d'environ 10 000 ans, ce qui ne met pas fin à la controverse sur cette question.